# Pagoclon
Pagoclon ist ein angstlösender Wirkstoff (Anxiolytikum) aus der chemischen Stoffgruppe der Cyclopyrrolone. Er ist strukturell verwandt mit dem Arzneistoff Zopiclon, der als Schlafmittel verwendet wird.

## Pharmakologisches Profil
Pagoclon bindet an die Benzodiazepin-Bindungsstelle menschlicher GABAA-Rezeptoren, die entweder eine α1-, α2-, α3- oder α5-Untereinheit enthalten. Die Bindungsaffinität beträgt 0,7–9,1 nmol·L−1. An α1-, α2- und α5-haltigen GABAA-Rezeptoren wirkt Pagoclon als partieller Agonist, an Rezeptoren, die eine α3-Untereinheit enthalten, hingegen als voller Agonist. Bei Ratten wurde 5'-Hydroxypagoclon als Hauptmetabolit identifiziert. Dieser Metabolit ist im α1-Subtyp wesentlich wirksamer als die Ausgangsverbindung und zeigt eine signifikante anxiolytische Aktivität und Sedierung. Im Gegensatz zu Zopiclon wirkt Pagoclon in niedrigen Dosen angstlösend und nur wenig sedierend oder amnestisch. Der britische Pharmakologe David Nutt hält Pagoclon und vergleichbare Stoffe (Bretazenil) für geeignet, das Trinken von Alkohol zu ersetzen. Es rufe positive Auswirkungen des Alkohols wie Entspannung und Geselligkeit hervor, ohne jedoch negative Auswirkungen wie Aggression, Amnesie, Übelkeit und Leberschäden zu verursachen.
Pagoclon wirkt bei einer oralen Einnahme von 0,5–1 mg angstlösend. Bei einer oralen Dosis von 1–2 mg Pagoclon kommt auch leichte Sedierung hinzu. Eine hypnotische Wirkung kommt bis zu einer Dosis von 10 mg nicht zustande. Ein Benzodiazepin-Effekt kann bei normalen Dosierungen nicht erreicht werden. Die Plasmahalbwertszeit ist mit ca. 4 bis 6 Stunden eher kurz.

## Experimentelle Verwendung
Pagoclon wurde als mögliches Medikament gegen Stottern getestet. In einer achtwöchigen kontrollierten Studie mit 132 Teilnehmern wurden signifikante Verbesserungen der Symptome bei gleichzeitig geringen Nebenwirkungen festgestellt. Ähnlich positive Ergebnisse wurden bei 119 Personen beobachtet, die sich dafür entschieden hatten, die Behandlung während einer einjährigen Open-Label-Verlängerungsperiode fortzusetzen. Bei späteren Untersuchungen mit einer größeren Gruppe von Menschen waren die Ergebnisse nicht signifikant, was zu einem Abbruch der Forschung führte.
Eine Studie mit 16 Patienten mit einer Panikstörung (Agoraphobie oder Platzangst) war positiv. 0,1 mg Pagoclon, dreimal täglich verabreicht, verringerte die Häufigkeit von Panikattacken signifikant. Einen signifikanten Unterschied bei den sekundären Endpunkten gab es nicht.
Fertigarzneimittel gibt es nicht auf dem Markt.

## Synthese
Pagoclon kann durch eine mehrstufige Reaktion gewonnen werden. Zuerst führt die Reaktion von 2-Amino-7-chlor-1,8-naphthyridin mit Phthalsäureanhydrid zu dem entsprechenden Phthalimid. Die selektive Reduktion einer der Imidcarbonylgruppen ergibt den entsprechenden Alkohol. Die Reaktion mit dem Carbanion aus Ethyl-5-methyl-3-oxohexanoat führt zu Pagoclon durch Verdrängung der Hydroxygruppe.